# 歌愛ユキ
歌愛ユキ（かあい ユキ）とは、AH-Softwareより2009年12月4日に発売された音声合成・デスクトップミュージック（DTM）ソフトウェア、およびキャラクターとしての名称である。ヤマハの開発した音声合成エンジン「VOCALOID2」を採用しており、パソコン上でメロディと歌詞を入力することでサンプリングされた小学生の声を元にした歌声を合成することができる。

## 製品
「氷山キヨテル」、「SF-A2 開発コード miki」とともにAH-Softwareで最初のVOCALOID製品として発売された。歌愛ユキは「ボカロ小学生」と銘打った製品で、実際の小学生の女の子の声を録音して作られた歌手ライブラリを収録しており「子供の声が持つ純粋さと、あどけなさを表現しており、女の子が持つ歌声をリアルに再現できる」とされる。得意なテンポは50BPM - 150BPM、得意な音域はF3 - C5。子供の声を元にしたVOCALOIDはクリプトン・フューチャー・メディアの「Project if...」という企画でも作られている（製品化は未定）が、「Project if...」がミュージカルの訓練をつんだ子供の声を録音しているのに対し「ボカロ小学生」は特にトレーニングをしていない素人の女の子を起用しているところに違いがある。
2015年10月29日には「VOCALOID4」エンジンに対応した新音源「歌愛ユキ ナチュラル」が発売されたが、グロウルなどの一部の音源には、V2版とは別の人物の声を使用している。

### キャラクター
本製品のパッケージは赤いランドセルを背負った小学生児童のキャラクターイラストが用いられており、同時発売の氷山キヨテルの生徒という設定となっている。ランドセルにはリコーダーのようなものが収められているが、これはヤマハのウインドシンセサイザー「WX5」である。また、公式サイトなどで以下のようなキャラクター設定が公開されている。
- おなまえ：かあい　ゆき（歌愛ユキ）
- ねんれい：9さい
- しんちょう：大きなリンゴ10こ
- たいじゅう：86こ
- けつえきがた：わかりません
- しゅみ：おうた
- あぴーる：がんばります

## メディアミックス

### 主な音楽CD
歌愛ユキが曲に使用されていることが明記された主なCD。
| タイトル                        | アーティスト | レーベル         | 発売日        |
| ------------------------------- | ------------ | ---------------- | ------------- |
| DJ Lily Presents SUPER VOCALOID | オムニバス   | avex tune        | 2011年4月27日 |
| THE VOCALOID produced by Yamaha | オムニバス   | VOCALOID RECORDS | 2011年9月14日 |
| 天響ノ和樂2                     | オムニバス   | VOCALOID RECORDS | 2014年2月26日 |
| V Love 25 -Imagination-         | オムニバス   | due              | 2014年5月21日 |

### KarenTによる配信
以下は、クリプトン・フューチャー・メディアのレーベル「KarenT」により、iTunes Storeなどで、「歌愛ユキ」の名前が明記された楽曲を収録し販売されているアルバム。
| タイトル         | アーティスト | リリース日    |
| ---------------- | ------------ | ------------- |
| clocks           | 虹原ぺぺろん | 2011年5月30日 |
| プラチナロマンス | Re:nG        | 2011年5月30日 |
| ふわりユキの日   | だいすけP    | 2012年1月19日 |
| Winters          | ゆに         | 2012年1月19日 |

### 書籍
「悪ノ娘」シリーズ・「悪ノ大罪」シリーズ（著：悪ノP（mothy）、出版：PHP研究所）
mothy_悪ノPが手掛ける七つの大罪をモチーフにした「悪ノ大罪シリーズ」の各楽曲を原作として、ボカロ小説の先駆ともされる。小説版において、歌愛ユキをモチーフとする人物は各作品に登場するが、代表例は「ユキナ=フリージス」であり、「悪ノ娘」シリーズ第3巻『悪ノ娘 赤のプラエルディウム』の視点人物はユキナを中心としている。両シリーズを併せて2010年から2017年に発売され、全12巻。
桜ノ雨（原作・原案：halyosy、著：藤田遼、スタジオ・ハードデラックス、出版：PHP研究所）
halyosy（森晴義）が初音ミクを用いて発表した曲「桜ノ雨」の小説化。歌愛ユキをモデルにしたキャラクターが登場する。2012年2月発売。

### CM
歌愛ユキがボーカルかつ、MV中のキャラクターとして登場する「強風オールバック」を元に、2023年7月中旬に日清食品のカップヌードル関連CMとしてアレンジされたコラボが実施された。